# Seattle Seahawks
Els Seattle Seahawks (en català Falcons Marins de Seattle) són una franquícia de futbol americà professional de la NFL de la ciutat de Seattle (Washington).
Són membres de la Divisió Oest de la Conferència Nacional (National Football Conference) (NFC) en la National Football League (NFL). El seu estadi és el CenturyLink Field i els seus colors són el blau marí, el verd i el blanc.

## Història
Aquest equip es va fundar com una de les dues franquícies d'expansió de la lliga del 1976 juntament amb els Tampa Bay Buccaneers. És actualment l'únic equip que ha jugat partits oficials en les dues conferències, en la Conferència Nacional (NFC) (a on juga ara) i en la Conferència Americana (AFC) (a on va començar a jugar). Va canviar de Conferència el 2002 en la inauguració del seu nou estadi, el modern CenturyLink Field, per l'expansió de la lliga en una nova franquícia, els Houston Texans.
Els Seahawks van jugar una final de la Super Bowl, però van ser derrotats pels Pittsburgh Steelers en la Super Bowl XL de 2006. Van guanyar un campionat de conferència el 2005 i sis campionats de divisió, dos en la Conferència Americana (1988 i 1999) i quatre en la Conferència Nacional (2004, 2005, 2006 i 2007).

## Palmarès
- Superbowl 2013
-Campionats de Conferència (1)
- NFC: 2005, 2013, 2014

-Campionats de Divisió (6)
- AFC Oest: 1988, 1999
- NFC Oest: 2004, 2005, 2006, 2007, 2013, 2014, 2015, 2016, 2018, 2019